# Abborrhålan
Abborrhålan är en sjö i Arvika kommun i Värmland och ingår i Göta älvs huvudavrinningsområde. Sjöns area är 0,9 hektar och den är belägen 185 meter över havet.